# Волтер Бар
Волтер Альфред Бар (англ. Walter Alfred Bahr, нар. 1 квітня 1927, Філадельфія — пом. 18 червня 2018, Сентр) — американський футболіст, що грав на позиції півзахисника, зокрема, за клуб «Філадельфія Нешнелз», а також національну збірну США. По завершенні ігрової кар'єри — тренер.

## Клубна кар'єра
У футболі дебютував 1943 року виступами за команду «Філадельфія Нешнелз», в якій провів одинадцять сезонів. 
Після участі в літніх Олімпійських іграх 1948 року став професіоналом і допоміг своєму клубу «Філадельфія Нешнелз» виграти титули чемпіона ASL у 1950, 1951, 1953 та 1955 роках. 
Влітку 1953 року допоміг «Монреалю Хакоа» дійти до фіналу аматорського Кубку Канади. 
Потім перейшов до клубу «Урік Трекерс», іншу команду в Філадельфії, і виграв титул чемпіона ASL у 1956 році. 
Згодом приєднався до «Монреаль Спарта» в кінці серпня, де виграв Кубок Квебеку 1956 року.

## Виступи за збірну
1948 року дебютував в офіційних матчах у складі національної збірної США. Протягом кар'єри у національній команді, яка тривала 10 років, провів у формі головної команди країни лише 19 матчів, забивши 1 гол.
Був учасником  футбольного турніру на Олімпійських іграх 1948 року у Лондоні.
У складі збірної був учасником чемпіонату світу 1950 року у Бразилії, де зіграв з Іспанією (1-3), з Англією (1-0) і з Чилі (2-5). 

## Кар'єра тренера
Розпочав тренерську кар'єру, повернувшись до футболу після тривалої перерви, 1969 року, очоливши тренерський штаб клубу «Філадельфія Спартанс».
В подальшому очолював студентську футбольну команду Університету Темпл.
Останнім місцем тренерської роботи була студентська команда «Ніттані Лайонс», головним тренером команди якого Волтер Бар був з 1974 по 1988 рік.
1979 року був признаний Тренером року серед футбольних команд коледжів.

## Поза футболом
Троє синів Бара, Кейсі, Кріс та Метт, грали у професійний футбол у Північноамериканській футбольній лізі. Кейсі і Кріс також грали за олімпійську команду США, а Кріс і Метт стали кікерами у НФЛ та виграли Супербоул. 
Останній живий з учасників чемпіонату світу 1950 року, помер 18 червня 2018 року на 92-му році життя у місті Боалсбург, округ Сентр, штат Пенсильванія, від ускладнень, пов’язаних із переломом стегна.

## Пам'ять
Бар був представлений у документальному фільмі «Час чемпіонів» (2009 р.), який розповідав про перемогу США над Англією на чемпіонаті світу 1950 року. У фільмі 2005 року «Гра їхнього життя», який розповсюджений на DVD під назвою «Чудо-матч», Бара зобразив Веслі Бентлі.